# МАЗ-538
МАЗ-538 — колісний тягач, який в 1950-ті роки був розроблений і побудований для потреб радянських збройних сил на Мінському автомобільному заводі. Йому передував прототип МАЗ-528. За десятиліття були зроблені різні модифікації, деякі з яких все ще використовуються сьогодні. Виробництво було припинено на початку 1990-х років.

## Історія створення
У 1955 році була побудована і випробувана серія випробувальних зразків колісного бульдозера, який в той час ще називався МАЗ-528. Ці машини серійно випускалися з 1964 року під назвою МАЗ-538.
У 1965 році почали випускати різні модифікації трактора.
На відміну від прототипів і перших моделей, це частково відбулося за межами заводу МАЗ в тоді ще секретних (або навіть офіційно не існуючих) збройових компаніях, таких як МЗКТ або КЗКТ.
До 1990-х років були зроблені різні варіанти, відомі замість назви транспортної бази МАЗ-538 тризначними літерними комбінаціями, такими як БКТ чи ПКТ.
KT означає колісний тягач), перша буква для конкретного застосування в залежності від навісного обладнання та навісного обладнання. Різні варіанти знайшли відносно велике поширення в радянських військових, а також в республіках-наступників. Деякі екземпляри зараз виставлені в музеях або продовжують використовуватися цивільними.
Shche v 1955 rotsi bula pobudovana i vyprobuva

## ТТХ та опис будови
- У передній частині клепано-зварної лонжеронної рами тягача МАЗ-538 були встановлені чотиритактний дизельний двигун Д12А-375 V12 танкового типу, відрегульований на потужність 375 к.с., і гідромеханічна трансмісія гідротрансформатором, що блокується, планетарною 3-ступінчастою коробкою передач і роздавальною коробкою з механізмом відключення переднього керованого моста. Через додатковий редуктор крутний момент подавався на два гідронасоси, що приводили гідропідсилювачі дубльованого рульового управління і до чотирьох груп виконавчих механізмів навісного обладнання.
- Привід лебідки здійснювався від коробки відбору потужності. У трансмісії також бувреверсивний пристрій, що дозволяло переміщатися з однаковими тяговими зусиллями і швидкостями в передньому і задньому напрямках без розвороту.
- Зазвичай управління тягачем при русі вперед або назад та робочим обладнанням заднього розташування здійснював один водій-механік. У його розпорядженні були два регульованих сидіння, розташованих поруч один з одним, але повернених в різні боки, а також переставні рульове колесо, дві панелі приладів і двосторонні органи управління, що розміщувалися в передній і задній частинах 2-дверної суцільнометалевої кабіни з круговим оглядом. Вона оснащувалася невідкидними двосекційними лобовим і заднім вікнами зі склоочисниками, електричним обігрівом і сонцезахисними козирками, дверні скла зробили відкидними. В її комплект входили обігрівач від системи охолодження двигуна і чохли для невикористовуваних органів управління, а в спеціальному герметизированном виконанні — фільтровентиляційна установка, що створювала надлишковий внутрішній тиск.
- Ще однією оригінальною конструктивною особливістю була передня балансирна підвіска на поперечних важелях з гідропневматичними пружними елементами, але задні колеса кріпилися на рамі жорстко.
- Гальмівна система була двухконтурною пневмогідравличною, все колеса обладнали планетарними редукторами.
- У комплектацію тягача входило екрановане 24-вольтне електрообладнання, два паливних бака місткістю по 240 л, передні і задні зчіпні пристосування і чотири штатних прожектора на кабіні (по два в кожну сторону).
- Колісна база МАЗ-538 становила 3000 мм, колія — 2520 мм, габаритні розміри — 5870x3120x3100 мм, дорожній просвіт — 480 мм. Споряджена маса — 16,5 т, повна з обладнанням — до 19,5 т.
- На шосе автомобіль досягав швидкості 45 км / год, міг долати підйоми крутизною до 30 ?, бічний крен в 25? і броди глибиною 1,2 м.
- Середня витрата палива знаходився на рівні 100 л на 100 км, запас ходу в різних умовах і при виконанні різних операцій знаходився в межах 500—800 км.

### ТТХ
— повна маса — 16500 кг;
 — число місць в кабіні — 2;
 — максимальна швидкість — 45 км / год;
 — двигун — Д-12А-375А;
-потужність двигуна при 1650об / хв — 375 к.с;
 — довжина — 5870 мм;
 — ширина — 3120 мм;
-висота по кабіні — 3100 мм;
 — база — 3000 мм;
 — колія — 2520 мм;
 — дорожній просвіт — 480 мм;
 — витрата палива на шосе на 100 км — 100 л;
 — запас палива — 2х420 л;
 — долає підйом — 30 град;
 — глибина подоланого броду — 1,2 м;
 — максимальний кут крену — 18 град.

## Застосування
МАЗ-538 служив транспортною базою для ряду військових інженерних колісних машин, серед яких:
- ІКТ — інженерний колісний тягач;
- БКТ — бульдозер на колісному тягачі[1];
- ПКТ — шляхопрокладач (П від рос. путеукладчик)[2] engineering-machine.ru/tractors/17-maz-538-kolesnyy-tyagach.html [Архівовано 19 липня 2019 у Wayback Machine.]
- ТМК-2 — траншейна машина колісна, з активним круговим ротором, що копає траншею повздовж лінії руху